# ISO 639
ISO 639 är en internationell standard för språkkoder utgiven av Internationella standardiseringsorganisationen, som anger 2–3 bokstäver långa koder för namnen på världens språk. Genom att ersätta språkens namn är koderna användbara i många sammanhang. De används för att på ett otvetydigt och språkoberoende sätt kunna hänvisa till olika språk i biblioteksregister, webbsidor, och i många sammanhang där det förekommer informationshantering på olika språk, inklusive för datoriserade system.
Språkkoder skall inte förväxlas med landskoder i ISO 3166, eller toppdomän i domännamn på Internet, som syftar till att identifiera enskilda länder. Till exempel är landskoden för Sverige enligt ISO 3166 ”SE”, medan språkkoden för svenska språket enligt ISO 639-1 är ”sv”. Wikipedias olika språkversioner har webbadresser vars första del i stort sett följer ISO 639-1.

## Standarden
Standarden ges ut i fem delar, som revideras individuellt. Det är också olika organisationer som är registeransvariga för de olika delarna, och som har ansvaret för granskning och uppdatering. De har dock gemensamt att de alla har namn på två av ISO:s tre officiella språk som följer samma mönster:
- På engelska: ISO 639-n:yyyy Codes for the representation of names of languages — Part n: ...
- På franska: ISO 639-n:yyyy Codes pour la représentation des noms de langue — Partie n: ...

| Standard       | Deltitel på engelska och franska (kursivt) | Beskrivning | Ansvarigt institut               | Senaste utgåva | Senast granskad |      |
| -------------- | --- | --- | -------------------------------- | -------------- | --------------- | ---- |
| ISO 639-1:2002 | Part 1: Alpha-2 code Partie 1: Code alpha-2 | Koder med två bokstäver – Ursprungligen framtagna med hänsyn till terminologi, lexikografi och lingvistik, men är idag flitigt använda även i andra sammanhang.                                                                       | Austrian Standards International | 2002-07        | Senast granskad | 2019 |
| ISO 639-2:1998 | Part 2: Alpha-3 code Partie 2: Code alpha-3 | Koder med tre bokstäver för språken i del 1 samt ytterligare många språk. Den innehåller dessutom en del språkgrupper och språkfamiljer. Vissa språk i standarden har två koder – en för bibliografiskt syfte och en för terminologi. | Library of Congress              | 1998-11        | 2021            |      |
| ISO 639-3:2007 | Part 3: Alpha-3 code for comprehensive coverage of languages Partie 3: Code alpha-3 pour un traitement exhaustif des langues | Koder med tre bokstäver för i princip alla språk som talas eller har talats, oavsett om de saknar skriftspråk. Skall i princip täcka alla kända språk, oavsett hur stora de är, eller om de talas eller är utdöda.                    | SIL International                | 2007-02        | 2021            |      |
| ISO 639-4:2010 | Part 4: General principles of coding of the representation of names of languages and related entities, and application guidelines Principes généraux pour le codage de la représentation des noms de langue et d'entités connexes, et lignes directrices pour la mise en oeuvre | Riktlinjer och allmänna principer för språkkodning. | ISO/TC 37/SC 2 (ISO)             | 2010-07        | 2016            |      |
| ISO 639-5:2008 | Part 5: Alpha-3 code for language families and groups Partie 5: Code alpha-3 pour les familles de langues et groupes de langues | Koder med tre bokstäver för levande och utdöda språkfamiljer och geografiskt grupperade språkgrupper. | Library of Congress              | 2008-05        | 2022            |      |

Under perioden 2009–2014 fanns det även en sjätte del av standarden, med fyrställiga bokstavskoder, men denna del befanns inte fylla någon funktion. Den var dessutom svår att utveckla och underhålla, så den drogs tillbaka.

### Om språkfamiljer och språkgrupper
Språkfamiljer och språkgrupper finns delvis med redan i del 2. Den listan är dock begränsad, och är bara med i syfte att kunna ange språk som inte har någon egen kod. I del 5 finns betydligt fler språkfamiljer och  -grupper med, och syftet är att vara, eller bli, heltäckande för levande och döda språkgrupper och -familjer. Den ansvariga institutionen, Library of Congress, tar därför emot ansökningar om revideringar eller tillägg, och uppdaterar standarden efter hand.
Notera dock att syftet med standarden är att ange koder för språkens, språkvarieteternas och språkfamiljernas namn, inte att klassificera språken vetenskapligt. Även om del 5 innehåller ett förslag på hierarki inom språkfamiljerna, så är detta förslag endast en antydan, inte en fastslagen del av standarden. Det finns inte heller någon koppling av enstaka språk till någon av familjerna i standarden. Syftet är snarare att vara ett hjälpmedel för forskningssamhället, och för registrering av språk.

### Makrospråk
I ISO 639-3 definieras många koder för språk som i ISO 639-1 och ISO 639-2 är samlade under en gemensam kod. Delstandarden definierar därför begreppet makrospråk för ett språk vars varieteter i olika kontexter antingen kan ses som egna språk, eller som en varietet av ett makrospråk. Till exempel är det i vissa sammanhang praktiskt att hantera alla varieteter av arabiska som ett språk (ISO 639-1: ar). I andra sammanhang är det viktigt att skilja på tourkou och hassaniyya, eller tunisisk arabiska och irakisk arabiska.
Redan i ISO 639-1 och ISO 639-2 förekommer vissa makrospråk. Till exempel förekommer för norska följande beteckningar:
| Makrospråk | Makrospråk | Makrospråk | Språkvarietet | Språkvarietet | Språkvarietet |
| Språk      | ISO 639-1  | ISO 639-2  | Språk         | ISO 639-1     | ISO 639-2     |
| ---------- | ---------- | ---------- | ------------- | ------------- | ------------- |
| Norska     | no         | nor        | Nynorska      | nn            | nno           |
| Norska     | no         | nor        | Bokmål        | nb            | nob           |

### Specialkoder och reserverade kodpunkter
ISO 639-2 och ISO 639-3 innehåller fyra stycken koder med speciell funktion: mis – Övrigt språk (kod saknas); mul – Flerspråkigt; und – Odefinierat språk; och zxx – Icke-språkligt. Koderna används bland annat i bibliotekskataloger för att klassificera medium som saknar språkligt innehåll, flerspråkiga verk, och verk på språk som det inte har definierats någon kod för. ISO 639-1 saknar motsvarande koder.
Del 2 och 3 har också reserverat ett antal koder för lokalt bruk. De 520 koderna qaa–qtz är garanterade att aldrig definieras, så att de kan utnyttjas på ett sätt som användare behöver. De skall dock aldrig finnas med vid delning av data till andra användare, då detta motverkar syftet med dem. Del 1 har inga reserverade koder på samma sätt, men qa–qt är idag ounyttjade.

### Hierarkier
Del 5, standarden för språkfamiljer och språkgrupper, definierar också ett sätt att ange att ett språk eller en familj eller grupp tillhör en viss angiven familj eller grupp. Denna hierarkiska ordning för släktskaper eller grupptillhörigheter anges i standarden med den större gruppen före det språk eller den familj som tillhör gruppen. Nivåerna avskiljs med kolon.
Till exempel: 
Sydsamiska är ett samiskt språk, en grupp av finsk-ugriska språk inom den uraliska språkfamiljen.
Anges som: 
urj : fiu : smi : sma
Hierarkin i sig anger inte nödvändigtvis släktskap, så "cau : ccs : kat" behöver inte betyda att författaren avser att georgiska tillhör familjen kaukasiska språk, bara att kartvelska språk tillhör den gruppen, till exempel genom geografisk närhet eller språkförbund.

## Användning
Standarden används inom många områden där registrering av språk förekommer. I Sverige används den bland annat av bibliotekskatalogen Libris (ISO 639-2). och SCB (ISO 639-3) för statistik om undervisning i språk och hemspråk, och för Sveriges nationella minoritetsspråk.
För internetorganisationen IETF:s språkkoder, som är baserade bland annat på ISO 639 (del 1, 2, 3), kan en språkkod från ISO 639 kombineras med en landskod från ISO 3166 för att specificera en lokal variant av ett språk, exempelvis ”fr-CH” för språket franska i landet Schweiz, om behovet finns att skilja det från franska i Frankrike (”fr-FR”) eller Kanada (”fr-CA”). I detta fall kan en språkkod även kombineras med en skriptkod från ISO 15924 för att för skriftspråk ange vilket skriftsystem som används. Detta används främst för språk som ofta skrivs i olika skriftsystem, till exempel serbiska, som alternativt skrivs med latinska bokstäver (”sr-Latn”) eller med kyrilliska bokstäver (”sr-Cyrl”).
Eftersom även World Wide Web Consortium använder ISO 639-1 i standarden HTML så är den oerhört central för språkidentifiering av sidor på internet.

## Omfattning och omfång
ISO 639-3 delar in språkkoderna i klasser (engelska: scope) efter kodens funktion, som individuellt språk, makrospråk eller specialkod. Till dessa klasser tillkommer ISO 639-5 med språkgrupper och språkfamiljer. Eftersom koderna i del 2 har en motsvarighet antingen i del 3 eller 5 så kan även de klassificeras enligt ovanstående schema. Detsamma gäller koderna i del 1, som definierar en delmängd av koderna i del 2.
Antalet koder varierar, främst för att nya koder tillkommer i del 3. Enligt den 2022 aktuella datan i de registeransvariga institutionernas databaser för del 2, del 3, och del 5 så är följande antal koder definierade:
| Klass              | ISO 639-1 | ISO 639-2 | ISO 639-3 | ISO 639-5 | Kommentar                                                                  |
| ------------------ | --------- | --------- | --------- | --------- | -------------------------------------------------------------------------- |
| Individuellt språk | 149       | 359       | 7 844     |           | Indelning enligt ISO 639-3                                                 |
| Makrospråk         | 34        | 58        | 62        |           | Indelning enligt ISO 639-3                                                 |
| Specialkoder       |           | 4         | 4         |           | Indelning enligt ISO 639-3                                                 |
| Språkgrupper       | 1         | 65        |           | 115       | Inklusive språkfamiljer                                                    |
| Summa              | 184       | 486       | 7 910     | 115       |                                                                            |
| Reserverade koder  |           | 520       | 659       |           | Koder specifika för ISO 639-2 (B) och ISO 639-5 är reserverade i ISO 639-3 |
| Alternativa koder  |           | 20        |           |           | De koder som är unika för ISO 6339-2 (B)                                   |
| Utfasade koder     | 6         | 4         | 368       |           | Serbokroatiska är utfasad i del 1, men kvar i del 3 (makrospråk).          |
| Outnyttjade koder  | 486       | 16 641    | 8 639     | 17 461    | Koder som hittills inte har blivit tilldelade språk                        |
| Totalt             | 676       | 17 576    | 17 576    | 17 576    |                                                                            |

## Koder från ISO 639-1
| Kod | Språk             |
| --- | ----------------- |
| aa  | afar              |
| ab  | abchaziska        |
| ae  | avestiska         |
| af  | afrikaans         |
| ak  | akan              |
| am  | amhariska         |
| an  | aragonska         |
| ar  | arabiska          |
| as  | assamesiska       |
| av  | avariska          |
| ay  | aymara            |
| az  | azerbajdzjanska   |
| ba  | basjkiriska       |
| be  | belarusiska       |
| bg  | bulgariska        |
| bh  | bihari            |
| bi  | bislama           |
| bm  | bambara           |
| bn  | bengali           |
| bo  | tibetanska        |
| br  | bretonska         |
| bs  | bosniska          |
| ca  | katalanska        |
| ce  | tjetjenska        |
| ch  | chamorro          |
| co  | korsikanska       |
| cr  | cree              |
| cs  | tjeckiska         |
| cu  | fornkyrkoslaviska |
| cv  | tjuvasjiska       |
| cy  | kymriska          |
| da  | danska            |
| de  | tyska             |
| dv  | divehi            |
| dz  | dzongkha          |
| ee  | ewe               |
| el  | grekiska          |

| Kod | Språk       |
| --- | ----------- |
| en  | engelska    |
| eo  | esperanto   |
| es  | spanska     |
| et  | estniska    |
| eu  | baskiska    |
| fa  | persiska    |
| ff  | fula        |
| fi  | finska      |
| fj  | fijianska   |
| fo  | färöiska    |
| fr  | franska     |
| fy  | frisiska    |
| ga  | iriska      |
| gd  | gaeliska    |
| gl  | galiciska   |
| gn  | guarani     |
| gu  | gujarati    |
| gv  | manx        |
| ha  | hausa       |
| he  | hebreiska   |
| hi  | hindi       |
| ho  | hirimotu    |
| hr  | kroatiska   |
| ht  | haitiska    |
| hu  | ungerska    |
| hy  | armeniska   |
| hz  | herero      |
| ia  | interlingua |
| id  | indonesiska |
| ie  | interlingue |
| ig  | igbo (ibo)  |
| ii  | sichuan yi  |
| ik  | iñupiaq     |
| io  | ido         |
| is  | isländska   |
| it  | italienska  |
| iu  | inuktitut   |

| Kod | Språk          |
| --- | -------------- |
| ja  | japanska       |
| jv  | javanesiska    |
| ka  | georgiska      |
| kg  | kikongo        |
| ki  | kikuyu         |
| kj  | kuanyama       |
| kk  | kazakiska      |
| kl  | grönländska    |
| km  | khmer          |
| kn  | kannada        |
| ko  | koreanska      |
| kr  | kanuri         |
| ks  | kashmiri       |
| ku  | kurdiska       |
| kv  | komi           |
| kw  | korniska       |
| ky  | kirgiziska     |
| la  | latin          |
| lb  | luxemburgiska  |
| lg  | luganda        |
| li  | limburgiska    |
| ln  | lingala        |
| lo  | lao            |
| lt  | litauiska      |
| lu  | luba-katanga   |
| lv  | lettiska       |
| mg  | malagassiska   |
| mh  | marshallesiska |
| mi  | maori          |
| mk  | makedonska     |
| ml  | malayalam      |
| mn  | mongoliska     |
| mr  | marathi        |
| ms  | malajiska      |
| mt  | maltesiska     |
| my  | burmesiska     |

| Kod | Språk        |
| --- | ------------ |
| na  | nauruanska   |
| nb  | bokmål       |
| nd  | nordndebele  |
| ne  | nepali       |
| ng  | ndonga       |
| nl  | nederländska |
| nn  | nynorska     |
| no  | norska       |
| nr  | sydndebele   |
| nv  | navajo       |
| ny  | nyanja       |
| oc  | occitanska   |
| oj  | ojibwa       |
| om  | oromo        |
| or  | oriya        |
| os  | ossetiska    |
| pa  | punjabi      |
| pi  | pali         |
| pl  | polska       |
| ps  | pashto       |
| pt  | portugisiska |
| qu  | quechua      |
| rm  | rätoromanska |
| rn  | kirundi      |
| ro  | rumänska     |
| ru  | ryska        |
| rw  | kinyarwanda  |
| sa  | sanskrit     |
| sc  | sardiska     |
| sd  | sindhi       |
| se  | nordsamiska  |
| sg  | sango        |
| si  | singalesiska |
| sk  | slovakiska   |
| sl  | slovenska    |
| sm  | samoanska    |
| sn  | shona        |

| Kod | Språk         |
| --- | ------------- |
| so  | somaliska     |
| sq  | albanska      |
| sr  | serbiska      |
| ss  | siswati       |
| st  | sesotho       |
| su  | sundanesiska  |
| sv  | svenska       |
| sw  | swahili       |
| ta  | tamil         |
| te  | telugu        |
| tg  | tadzjikiska   |
| th  | thai          |
| ti  | tigrinska     |
| tk  | turkmenska    |
| tl  | tagalog       |
| tn  | setswana      |
| to  | tonganska     |
| tr  | turkiska      |
| ts  | tsonga        |
| tt  | tatariska     |
| tw  | twi           |
| ty  | tahitiska     |
| ug  | uiguriska     |
| uk  | ukrainska     |
| ur  | urdu          |
| uz  | uzbekiska     |
| ve  | venda         |
| vi  | vietnamesiska |
| vo  | volapük       |
| wa  | vallonska     |
| wo  | wolof         |
| xh  | xhosa         |
| yi  | jiddisch      |
| yo  | yoruba        |
| za  | zhuang        |
| zh  | kinesiska     |
| zu  | zulu          |

### För listan över ISO 639-1-koder
Listan är senast uppdaterad i juni 2022, med data från följande källor:
- ISO 639-2 Registration Authority (21 december 2017). ”Codes for the Representation of Names of Languages – Codes arranged alphabetically by alpha-3/ISO 639-2 Code” (på engelska). ISO 639-2. Library of Congress. https://www.loc.gov/standards/iso639-2/php/code_list.php. Läst 20 juni 2022.
- ISO 639-3 Registration Authority (2022). ”ISO 639-3 Downloads” (på engelska). ISO 639-3. SIL International. https://iso639-3.sil.org/code_tables/download_tables. Läst 20 juni 2022.
- ISO 639-3 Registration Authority (2022). ”ISO 639 Code Tables” (på engelska). ISO 639-3. SIL International. https://iso639-3.sil.org/code_tables/639/data. Läst 20 juni 2022.
- ISO 639-5 Registration Authority (11 februari 2013). ”Codes for the Representation of Names of Languages – Part 5: Alpha-3 code for language families and groups – ISO 639-5 codes ordered by Identifier” (på engelska). ISO 639-5. Library of Congress. https://www.loc.gov/standards/iso639-5/id.php. Läst 20 juni 2022.

### Fotnoter
1. 1 2  ”ISO 639 languages codes” (på engelska). iso.org. Internationella standardiseringsorganisationen. https://www.iso.org/iso-639-language-codes.html. Läst 16 juni 2022.
2. 1 2 3 4  ”Maintenance Agencies and Registration Authorities” (på engelska). iso.org. ISO. https://www.iso.org/maintenance_agencies.html. Läst 16 juni 2022.
3. ↑  ”Another Russian Launch to Celebrate” (på engelska). iso.org. ISO. https://www.iso.org/news/ref2219.html. Läst 16 juni 2022.
4. 1 2 3 4  ”ISO 639-1:2002 Codes for the representation of names of languages — Part 1: Alpha-2 code” (på engelska). iso.org. ISO. https://www.iso.org/standard/22109.html. Läst 16 juni 2022.
5. ↑  ”ISO 639-1:2002 Codes pour la représentation des noms de langue — Partie 1: Code alpha-2” (på franska). iso.org. ISO. https://www.iso.org/fr/standard/22109.html. Läst 16 juni 2022.
6. ↑  ”Wer wir sind” (på tyska). austrian-standards.at. Austrian Standards International. https://www.austrian-standards.at/de/wir-unser-netzwerk/wer-wir-sind. Läst 16 juni 2022.
7. 1 2 3  ”ISO 639-2:1998 Codes for the representation of names of languages — Part 2: Alpha-3 code” (på engelska). iso.org. ISO. https://www.iso.org/standard/4767.html. Läst 16 juni 2022.
8. ↑  ”ISO 639-2:1998 Codes pour la représentation des noms de langue — Partie 2: Code alpha-3” (på franska). iso.org. ISO. https://www.iso.org/fr/standard/4767.html. Läst 16 juni 2022.
9. 1 2  ”Codes for the Representation of Names of Languages – Codes arranged alphabetically by alpha-3/ISO 639-2 Code” (på engelska). loc.gov. USA:s kongressbibliotek. 21 december 2017. https://www.loc.gov/standards/iso639-2/php/code_list.php. Läst 16 juni 2022.
10. 1 2  ”ISO 639-5” (på engelska). loc.gov. USA:s kongressbibliotek. 18 februari 2009. https://www.loc.gov/standards/iso639-5/. Läst 16 juni 2022.
11. 1 2 3 4  ”ISO 639-3:2007 Codes for the representation of names of languages — Part 3: Alpha-3 code for comprehensive coverage of languages” (på engelska). iso.org. ISO. https://www.iso.org/standard/39534.html. Läst 16 juni 2022.
12. ↑  ”ISO 639-3:2007 Codes pour la représentation des noms de langues — Partie 3: Code alpha-3 pour un traitement exhaustif des langues” (på franska). iso.org. ISO. https://www.iso.org/fr/standard/39534.html. Läst 16 juni 2022.
13. 1 2  ”Relationship between ISO 639-3 and the other parts of ISO 639” (på engelska). iso639-3.sil.org. SIL International. 2022. https://iso639-3.sil.org/about/relationships. Läst 16 juni 2022.
14. 1 2 3 4 5  ”ISO 639-4:2010 Codes for the representation of names of languages — Part 4: General principles of coding of the representation of names of languages and related entities, and application guidelines” (på engelska). iso.org. ISO. https://www.iso.org/standard/39535.html. Läst 16 juni 2022.
15. ↑  ”ISO 639-4:2010 Codes pour la représentation des noms de langue — Partie 4: Principes généraux pour le codage de la représentation des noms de langue et d'entités connexes, et lignes directrices pour la mise en oeuvre” (på franska). iso.org. ISO. https://www.iso.org/fr/standard/39535.html. Läst 16 juni 2022.
16. 1 2 3 4 5  ”ISO 639-5:2008 Codes for the representation of names of languages — Part 5: Alpha-3 code for language families and groups hämtdatum=2022-06-16” (på engelska). iso.org. ISO. https://www.iso.org/standard/39536.html.
17. ↑  ”ISO 639-5:2008 Codes pour la représentation des noms de langue — Partie 5: Code alpha-3 pour les familles de langues et groupes de langues” (på franska). iso.org. ISO. https://www.iso.org/fr/standard/39536.html. Läst 16 juni 2022.
18. ↑  Tsunduku (23 december 2021). ”Full list of ISO-639-6” (på engelska). linguistics.stackexchange.com. https://linguistics.stackexchange.com/questions/43379/full-list-of-iso-639-6. Läst 18 juni 2022. Refererar till denna kungörelse från Peter Constable, ledamot i ISO/TC 37/SC2: FYI: withdrawal of ISO 639-6.
19. 1 2 3  ”ISO 639-5” (på engelska). www.loc.gov/standards/iso639-5/. USA:s kongressbibliotek. 18 februari 2009. https://www.loc.gov/standards/iso639-5/. Läst 17 juni 2022.
20. ↑  ”Codes for the Representation of Names of Languages Part 5: Alpha-3 code for language families and groups” (på engelska). www.loc.gov/standards/iso639-5/. USA:s kongressbibliotek. 18 februari 2009. https://www.loc.gov/standards/iso639-5/langhome5.html. Läst 17 juni 2022.
21. ↑  ”ISO 639-3 –  Scope of denotation for language identifier” (på engelska). ISO 639-3. SIL International. 2022. https://iso639-3.sil.org/about/scope. Läst 17 juni 2022.
22. ↑  ”ISO 639 Code Tables” (på engelska). ISO 639-3. SIL International. 2022. https://iso639-3.sil.org/code_tables/639/data?title=&field_iso639_cd_st_mmbrshp_639_1_tid=All&name_3=&field_iso639_element_scope_tid=76&field_iso639_language_type_tid=All&items_per_page=200. Läst 17 juni 2022.
23. 1 2  ”Codes for the Representation of Names of Languages – Codes arranged alphabetically by alpha-3/ISO 639-2 Code” (på engelska). ISO 639-2. Library o Congress. 21 december 2017. https://www.loc.gov/standards/iso639-2/php/code_list.php. Läst 17 juni 2022.
24. 1 2 3  ”Scope of denotation for language identifiers” (på engelska). ISO 639-3. SIL International. 2022. https://iso639-3.sil.org/about/scope. Läst 18 juni 2022.
25. 1 2  ”Förteckning över språkkoder i MARC21”. Här finns information om katalogisering, metadata, fjärrlån och annat som Librisbiblioteken behöver veta.. Kungliga biblioteket. Arkiverad från originalet den 30 juli 2021. https://web.archive.org/web/20210730051512/http://www.libris.kb.se/tjanster/katalogisering/formathandbok/sprakkoder.htm. Läst 17 juni 2022.
26. ↑  ”ISO 639-5 codes ordered by Hierarchy” (på engelska). ISO 639-5. Library o Congress. 11 februari 2013. https://www.loc.gov/standards/iso639-5/hier.php. Läst 17 juni 2022.
27. ↑  ”Språkkoder” (XLSX). scb.se. Statistiska centralbyrån. 6 december 2021. https://www.scb.se/contentassets/221c69e399f0424b852b21236952e300/sprakkoder.xlsx. Läst 17 juni 2022.
28. 1 2  A. Phillips & M. Davis (redaktörer) (september 2009). ”Tags for Identifying Languages” (på engelska) (text (ASCII)). IETF. https://datatracker.ietf.org/doc/html/rfc5646. Läst 18 juni 2022.
29. ↑  ”ISO 639-1 Language Codes” (på engelska). w3schools.com. World Wide Web Consortium. https://www.w3schools.com/tags/ref_language_codes.asp. Läst 18 juni 2022.
30. 1 2  ”ISO 639-3 Downloads” (på engelska). iso639-3.sil.org. SIL. 2022. https://iso639-3.sil.org/code_tables/download_tables#Complete%20Code%20Tables. Läst 18 juni 2022.
31. ↑  ”Change Request Index” (på engelska). iso639-3.sil.org. SIL. 2022. https://iso639-3.sil.org/code_changes/change_request_index/data. Läst 18 juni 2022.
32. ↑  ”ISO 639-5 codes ordered by Identifier” (på engelska). ISO 639-5. Library o Congress. 11 februari 2013. https://www.loc.gov/standards/iso639-5/id.php. Läst 18 juni 2022.